# فضول غريط
محمد المفضل بن محمد غريط والذي اشتهر باسم فضول غرنيط سياسي ودبلوماسي مغربي، شغل منصب وزير الخارجية في عهد الحسن الأول وكبير وزراء الإيالة الشريفة زمن عبد العزيز بن الحسن.

## مسيرته
تعود أصول فضول غريط إلى الأندلس، من بلدة «غريط» المندثرة والمجاورة لمدينة طليطلة. استقر أجداده بالمغرب يخدمون سلاطين البلاد في بلاطاتهم. كان والده سكرتيرا للسلطان مولاي عبد الرحمن، وعايش معه معركة إسلي، كما كان سكرتيرا لمولاي الحسن عندما كان لا يزال وليا للعهد، يحكم مراكش.

### وزير الخارجية
شغل منصب وزير الخارجية المعروف آنذاك ب «وزير البحر»، بسبب أن العلاقات الخارجية من قبل، كانت تتحدد في التفاوض بغاية تدبير أمور التجارة والقرصنة، لشراء العبيد أو تحرير الأسرى، والذي كان يشكل حجر الزاوية في العلاقات الدولية للإمبراطورية الشريفية حينذاك. أحدث هذا المنصب رسميا في عهد الحسن الأول، وأطلقت على هذا المنصب «وزارة الشؤون البرانية»، وكان أول من تولاها بتعيين رسمي هو محمد المفضل غريط، لكن بعد وفاة السلطان الحسن الأول قرر باحماد ابتلاع المنصب الذي ينافسه على السلطة، وسحب منه البساط على المستوى الخارجي وحوله إلى مجرد صدر أعظم للشؤون الداخلية، وضمه إلى وزارته.
كان غرنيط من المؤثرين في سياسة السلطان مولاي الحسن الأول، «ونستطيع الإدعاء أن أهم توجهات سياسة هذا السلطان الخارجية، كان وراءها سي فضول»، حسب قول الباحث الفرنسي هنري دولامارتينيير، الذي قابله بالمغرب.
من بين المساعدين لسي فضول في الخارجية، محمد الكباص، الذي سيكلف بمهام ديبلوماسية في باريس والجزائر، ومساعد آخر هو عبد الكريم بنسليمان، ومولاي الطاهر، وسي الكردودي. تدخل فضول غرنيط لدى ممثل فرنسا بطنجة لوضع حد للتوسع الفرنسي.

### الصدر الأعظم
بعد وفاة الرجل القوي المستبد بكل مقاليد الحكم في المغرب، أحمد بن موسى الشرقي «باحماد»، وجد المهدي المنبهي الميدان فارغا، فتقدم واستحوذ بكل بساطة على زمام الأمور، وتم اقالة المختار بن عبد الله من منصب الصدر الاعظم، الذي كان قد اعتلاه في فترة وجيزة بعد وفاة باحماد، نظرا لقرابته به، وتم تعيين فضول غرنيط في مكانه، فاستحوذ المنبهي على وزارة الحرب.
كان محمد غرنيط وعبد السلام التازي وزير المالية، من المعارضين لسياسة الإصلاح، عكس عبد الكريم بنسليمان، الذي كان مؤيدا للإصلاح، جنبا إلى المهدي بن العربي المنبهي العلاف الكبير.
رسم غرنيط مخططا مع حكومته لإبعاد المنبهي، الذي قام بتهريب أموال كبيرة للخارج، ولجأ إلى بريطانيا وحصل على الجنسية الإنجليزية. وتم ابعاد المنبهي من منصبه سنة 1903.
تنسب لفضول غرنيط مقولة «ريش الطير قبل ما يطير» التي تلخص سياسة المخزن الجبائية آنذاك، نظرا للمعارضة الشديدة التي كات يواجه بها السكان والقبائل والزوايا والشرفاء، الذين كانوا يقومون بتحالفات لرفض ضرائب السلطان.

يروي محمد بن عبد الكريم الخطابي: 
إبنه هو الأديب الشاعر والمؤرخ محمد بن المفضل غريط.